# Sœurs apôtres du Sacré-Cœur
Ne doit pas être confondu avec Apôtres du Sacré Cœur de Jésus.
Les sœurs apôtres du Sacré-Cœur (en latin : Congregationis Apostolorum a Sacro Corde) sont une congrégation religieuse féminine de droit pontifical vouée au culte du Sacré-Cœur et à l’aide des fidèles en zones rurales.

## Historique
La congrégation est fondée le 2 février 1936 à Volturara Appula par Maria Gargani, avec les encouragements de Padre Pio, pour réparer par la prière les offenses faites au Sacré-Cœur et évangéliser les zones rurales en manque de prêtres. C'est pour cette raison que les premières communautés sont fondées dans les campagnes pour aider spirituellement et matériellement les agriculteurs. Le 11 février 1936, Mgr Giuseppe Di Girolamo, évêque de Lucera, signe le décret sur la création de la pieuse union des sœurs apôtres du Cœur eucharistique de Jésus. En 1945, le siège de l'institut déménage à Naples. Le 18 avril de la même année, la fondatrice fait profession religieuse sous le nom de Mère Marie Crucifiée de l'Amour Divin. Pendant ce temps, des maisons s’ouvrent en Campanie, dans les Pouilles, dans le Latium, en Toscane et en Sicile.
Le 20 juin 1956, le cardinal Marcello Mimmi, archevêque de Naples reconnaît la pieuse union comme institut religieux de droit diocésain sous le nom de sœurs apôtres du Sacré-Cœur. Le 12 mars 1963, la congrégation obtient le décret de louange.

## Activité et diffusion
La spiritualité de l'institut repose sur la réparation et la propagation du culte du Sacré-Cœur de Jésus. Les sœurs se consacrent à l’assistance spirituelle des fidèles en zones rurales.
Elles sont présentes en Italie et au Burkina Faso.
La maison-mère est Via Monte Maloia à Rome.
En 2015, l'institut comptait 74 religieuses répartis dans 11 maisons.